# Großsteingrab Diekhof
Das Großsteingrab Diekhof ist eine megalithische Grabanlage der jungsteinzeitlichen Trichterbecherkultur bei Diekhof, einem Ortsteil von Laage im Landkreis Rostock (Mecklenburg-Vorpommern). Es trägt die Sprockhoff-Nummer 372.

## Lage
Das Grab befindet sich zwischen Diekhof und Diekhof Hof, etwa 200 m westlich der Diekhofer Chaussee in einem Feld.

## Beschreibung

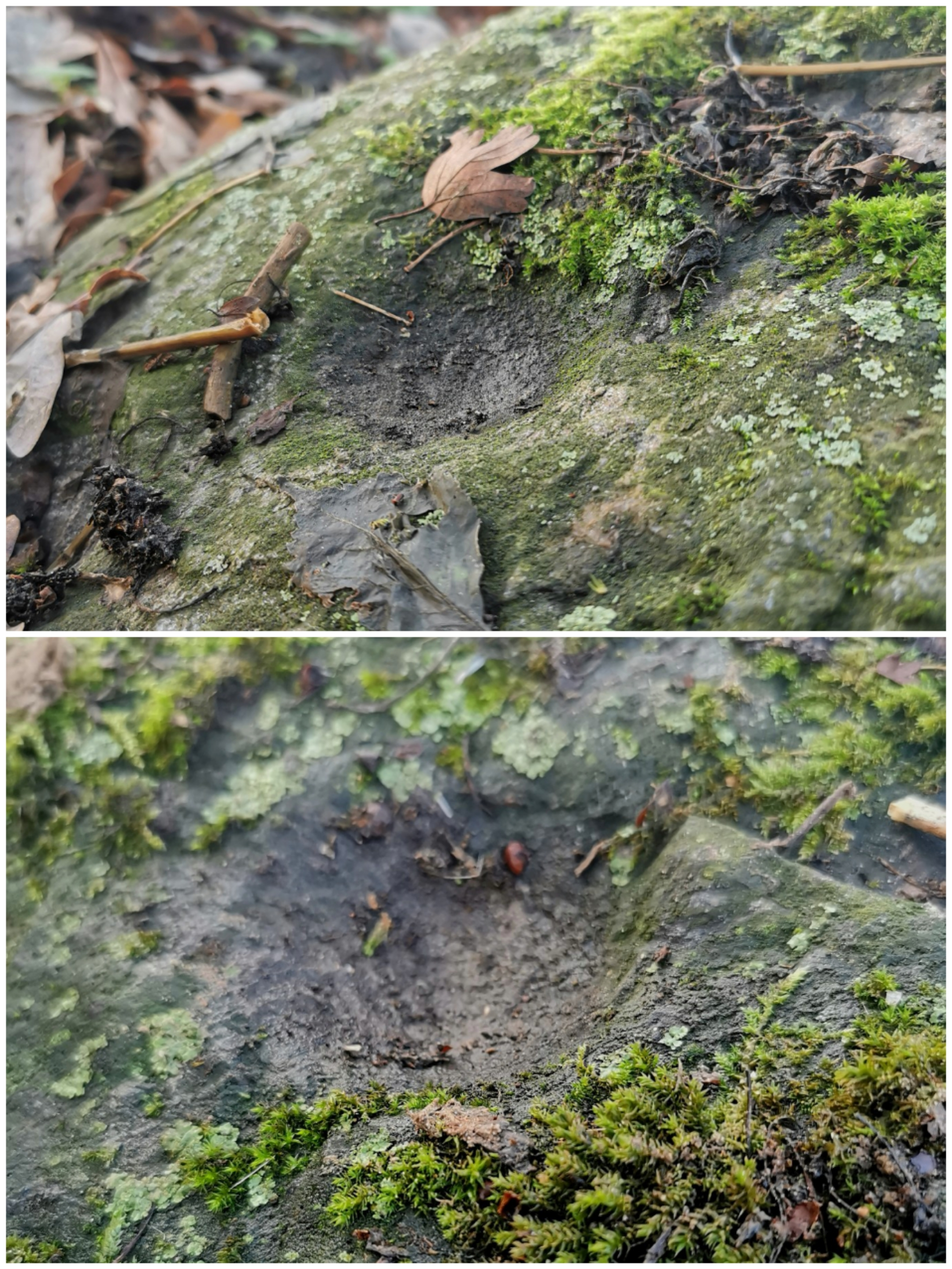
Schälchen auf dem Deckstein des Großsteingrabes Diekhof

Die Anlage ist stark gestört. Die Grabkammer ist nordwest-südöstlich orientiert und gehört zum Typ der Ganggräber. An der nordöstlichen Langseite sind noch fünf Wandsteine erhalten, an der südwestlichen lediglich zwei; von diesen steht der nordwestliche noch in situ. Von den Decksteinen sind noch zwei vorhanden, davon ist einer mit Schälchen versehen. Die Breite der Kammer beträgt 1,7 m, die Länge lässt sich nicht sicher feststellen. Ursprünglich bestand die Kammer aus vier, eventuell auch fünf Jochen.